# Random.org
Random.org （正式的名字为RANDOM.ORG）是一个基于大气噪声生成随机数的网站。除了在指定的范围内生成随机数外，它还提供免费工具来模拟事件，例如扔硬币、洗牌和掷骰子。它也提供付费服务，生成更长的随机数序列，提供第三方抽奖服务和促销活动随机折扣。Random.org与伪随机数生成器的不同之处在于伪随机数生成器使用数学公式生成随机数。
该网站由爱尔兰都柏林三一学院的计算机科学教授Mads Haahr博士在1998年创建。
网站提供的随机数是基于多个无线电站捕获的大气噪声生成的。

## 原理
一个二进制数字可能是0或者1。Random.org过去使用廉价天线来获取大气噪音，现在则在哥本哈根、都柏林、鲍尔斯布里奇地区设有多个无线电台，每个电台每秒可以从大气噪声中生成12000个比特。
生成器生成一个连续的随机二进制数串，并将其转换为特定的形式以计算随机数。

## 限额
提供给每个IP地址的比特数有限，一个新用户（基于ip地址辩识）拥有1000000比特的免费限额，并在UTC时间的每天晚上恢复至多200000比特。更多的限额可以购买获得。